# Balacra laureola
Balacra laureola är en fjärilsart som beskrevs av Druce 1910. Balacra laureola ingår i släktet Balacra och familjen björnspinnare. Inga underarter finns listade i Catalogue of Life.